# Lara Pulver
Pour les articles homonymes, voir Pulver.
Lara Pulver, née le 1er septembre 1980 à Southend-on-Sea (Essex), est une actrice britannique. Elle est principalement connue pour avoir interprété Erin Watts dans MI-5 et Irène Adler dans Sherlock à la télévision.

## Biographie
Lara Pulver est née d'une mère adjoint de médecin et d'un père travailleur social.
Âgée de 11 ans, elle voit ses parents divorcer. Sa mère, la voyant s'ennuyer, l'inscrit à des cours de danse. Cependant, à la Dartford Grammar School for Girls, elle est plus intéressée par le sport jusqu'à ce qu'elle intègre la troupe musicale britannique National Youth Music Theatre (en).
Après trois ans de spectacles autour du monde, elle intègre la Doreen Bird College of Performing Arts.

## Carrière
À sa sortie de l'école, elle participe à de nombreuses comédies musicales telles que Honk! (en), Grease, A Chorus Line, The Wizard of Oz (en), Miss Saigon, The Last Five Years et Into the Woods.
En 2007, elle joue Lucille Frank dans la comédie musicale Parade, dans une mise en scène de Rob Ashford (en) au Donmar Warehouse (West End). Le rôle lui vaut une nomination aux Laurence Olivier Awards 2008, comme Meilleure actrice dans une comédie musicale. Elle retrouve ce rôle en 2009 dans une production américaine mise en scène par Harold Prince pour le Lincoln Center Theater (Los Angeles).
En 2009, elle apparait pour la première fois à l'écran dans la 3e saison de la série télévisée Robin des Bois, interprétant Isabella la sœur de Guy de Gisborne, et un peu plus tard le nouveau shérif de Nottingham. Pulver rejoint ensuite le casting de True Blood en 2010, jouant Claudine Crane.
Elle obtient des rôles de femmes fortes et indépendantes. En 2011, elle joue Erin Watts dans la dixième et dernière saison de la série MI-5. En janvier 2012, elle incarne Irène Adler dans la série britannique Sherlock, lors du premier épisode de la seconde saison, Un scandale à Buckingham. Pour les besoins de son personnage, une dominatrice, Lara Pulver accepte d'apparaître nue durant la scène de rencontre avec Sherlock, joué par Benedict Cumberbatch. En 2013, elle est Clarisse Orsini dans la série Da Vinci's Demons, et en 2014, elle incarne Ann O'Neill dans la mini-série Fleming : L'Homme qui voulait être James Bond, face à Dominic Cooper en Ian Fleming.

### Vie privée
En 2003, elle rencontre l'acteur américain Joshua Dallas au Royaume-Uni, où il étudiait. Ils se marient en 2007 dans un château du XVIe siècle dans le Devon. Le couple passe sa lune de miel aux Maldives. Ils emménagent à Los Angeles en 2009. Le 2 décembre 2011, Joshua Dallas confirme leur séparation dans une interview à la radio show de Bob Rivers.
Elle est en couple depuis avril 2012 avec l'acteur Raza Jaffrey. Ils ont deux enfants et vivent à Hollywood Hills.

## Filmographie

### Cinéma
- 2010 : Legacy de Thomas Ikimi : Diane Shaw
- 2011 : Language of a Broken Heart de Rocky Powell : Violet
- 2014 : Edge of Tomorrow de Doug Liman : Karen Lord
- 2014 : MI-5 Infiltration (Spooks: The Greater Good) de Bharat Nalluri : Erin Watts
- 2015 : A Patch of Fog de Michael Lennox : Lucy
- 2017 : Underworld: Blood Wars d'Anna Foerster : Semira
- 2021 : The Witcher : Le Cauchemar du Loup (The Witcher: Nightmare of the Wolf) de Beau DeMayo : Tetra (voix)

### Télévision

#### Séries télévisées
- 2009 : Robin des Bois (Robin Hood) : Isabella
- 2010 - 2012 : True Blood : Claudine Crane
- 2011 : MI-5 (Spooks) : Erin Watts
- 2012 : Coming Up : Annette
- 2012 - 2014 : Sherlock : Irène Adler
- 2013 : Skins : Victoria
- 2013 - 2015 : Da Vinci's Demons : Clarisse Orsini
- 2014 : Fleming : L'Homme qui voulait être James Bond (Fleming: The Man Who Would Be Bond) : Ann O'Neill
- 2016 - 2017 : Quantico : Charlotte Bishop
- 2017 : Philip K. Dick's Electric Dreams : Paula
- 2018 : The City and The City : Katrynia Perla
- 2020 : L'Aliéniste (The Alienist) : Karen Stratton
- 2021 - 2022 : Dota: Dragon's Blood : Mirana (voix)
- 2022 : The Split : Kate
- 2022 - 2023 : Pantheon : Olivia (voix)
- 2023 : Maternal : Catherine MacDiarmid
- 2024 - 2025 : Blood of Zeus : Perséphone (voix)
- 2025 : MobLand : Bella Harrigan

#### Téléfilm
- 2010 : The Special Relationship de Richard Loncraine : Une interne

### Jeu vidéo
- 2014 : Game of Thrones: A Telltale Games Series : Lady Elissa Forrester (voix)

## Théâtre

### Théâtre classique
- 2012 : Oncle Vania d'Anton Tchekhov, mise en scène de Jeremy Herrin : Yelena (Chichester Festival Theatre (en))[6]
- 2009 : Everything Must Go! (Soho Theatre, Londres)[7]

### Comédies musicales
Lara Pulver a participé a plusieurs comédies musicales, :
- décembre 1999 - mars 2000 : Honk! (en), mise en scène de Julia McKenzie : Henrietta (Royal National Theatre, Londres et tournée)
- septembre 2002 - septembre 2003 : Grease : Divers rôles (Victoria Palace Theatre, Londres)
- décembre 2003 - janvier 2004 : A Chorus Line, mise en scène de Nikolai Foster : Bebe (Crucible Theatre, Sheffield)[10]
- mai 2004 - juin 2004 : The Wizard of Oz (en), mise en scène de Kevin Shaw : Dorothy (Oldham Coliseum Theatre, Oldham)[11]
- 2005 - 2006 : Miss Saigon : Ellen (tournée)
- juillet 2006 - septembre 2006 : The Last Five Years, mise en scène de Matthew White : Cathy Hiatt (Menier Chocolate Factory, Londres)[12]
- juin 2007 - juillet 2007 : Into the Woods, mise en scène de Will Tuckett : Lucinda (Royal Opera House, Londres)
- septembre 2007 - novembre 2007 : Parade, mise en scène de Rob Ashford (en) : Lucille Frank (Donmar Warehouse, Londres)
- mai 2008 - juin 2008 : Beau Jest, mise en scène de Susie McKenna (Hackney Empire, Londres)[13]
- octobre 2009 - novembre 2009 : Parade, mise en scène de Harold Prince : Lucille Frank (Lincoln Center Theater, Los Angeles)
- octobre 2014 - novembre 2014 : Gypsy, mise en scène de Jonathan Kent : Louise (Chichester Festival Theatre (en))[14]
- High Society (en) : Dinah (tournée)
- The Boy Friend : Maisie (tournée)
- Chicago : June (tournée)
- 42nd Street (tournée)
- The Darling Buds of May

## Nominations
- Laurence Olivier Awards 2008 : Meilleure actrice dans une comédie musicale pour Parade
- Critics' Choice Television Awards 2012 : Meilleure actrice dans une mini-série ou un téléfilm pour Sherlock
- Online Film & Television Association Awards 2012 : Meilleure actrice de second rôle dans un téléfilm ou une mini-série pour Sherlock

## Voix françaises
En France, Laurence Crouzet est la voix la plus régulière de Lara Pulver. Au Québec, Catherine Proulx-Lemay l'a doublée une fois.

### En France
| - Laurence Crouzet dans : - MI-5 (série télévisée) - Sherlock (série télévisée) - Da Vinci's Demons (série télévisée) | - Margot Faure dans Robin des Bois (série télévisée) - Anne Massoteau dans Skins (série télévisée) - Élisabeth Ventura dans Fleming : L'Homme qui voulait être James Bond (mini-série) - Stéphanie Lafforgue dans Underworld: Blood Wars - Marie Diot dans MobLand (série télévisée) |

### Au Québec
- Catherine Proulx-Lemay dans Monde infernal : La guerre du sang